# 上田安子服飾専門学校
上田安子服飾専門学校（うえだやすこふくしょくせんもんがっこう）は、学校法人上田学園が運営する大阪府大阪市北区にある専修学校。

## 沿革
- 1941年　上田安子が「上田安子服飾研究所」を開校。
- 1948年　「上田安子文化学院」として組織化。
- 1958年　「上田安子服飾学院」に改称。
- 1976年　専修学校となり「上田安子服飾専門学校」に改称。
- 1982年　上部組織として「上田学園」が設立され、上田安子が理事長に就任。以降、「上田学園」のもとに、大阪総合デザイン専門学校、大阪エンタテインメントデザイン専門学校の姉妹校を設立。

## 学科
- ファッション・プロデュース学科
  - ファッション・プロデュースコース
- インターナショナルクリエイティブ学科
  - パリ留学コース
- ファッションクリエイター学科
  - ブランドデザイナーコース
  - ファッションデザインコース
  - ファッションパターンコース
  - オートクチュールコース
    - オートクチュール専攻
    - 舞台衣装専攻

  - ゴシック&ロリータファッションコース
  - ニットファッションデザインコース
- ファッションビジネス学科 
  - ファッションビジネスコース
    - ブランドディレクター専攻
    - ショップオーナー専攻
    - バイヤー専攻
    - プレス専攻

  - スタリストコース
    - スタイリスト専攻
    - パーソナルスタイリスト専攻
- ファッションクリエイター夜間学科
  - ファッションクリエイター夜間コース

## 出身者
- 三戸なつめ（モデル・歌手）
- 石浜紅子

## 所在地
- 本館校舎

〒530-0012 大阪市北区芝田2丁目5番8号
最寄り駅は、JR大阪駅・各梅田駅
- 新館校舎

〒530-0012 大阪府大阪市北区芝田2丁目6-15
- 中津校舎

〒531-0071 大阪市北区中津1-7-21